# Oldřich Urban
Oldřich Urban (16. února 1947 – 18. prosince 1998) byl český fotbalista, záložník a obránce, reprezentant Československa.

## Fotbalová kariéra
V československé reprezentaci odehrál v roce 1970 dvě utkání, jednou startoval i v juniorské reprezentaci. V československé lize nastoupil ve 176 utkáních a dal 33 gólů. Hrál za Spartu Praha (1968–1977). Se Spartou dvakrát získal dvakrát Československý pohár (1972, 1976). V Poháru vítězů poháru nastoupil v 10 utkáních a dal 3 góly, v Poháru UEFA v 6 utkáních a dal 1 gól.

## Ligová bilance
| Ročník                                   | Zápasy | Góly | Klub              |
| ---------------------------------------- | ------ | ---- | ----------------- |
| 1. československá fotbalová liga 1968/69 | 2      | 0    | Sparta Praha      |
| 1. československá fotbalová liga 1969/70 | 13     | 3    | Sparta Praha      |
| 1. československá fotbalová liga 1970/71 | 28     | 7    | Sparta Praha      |
| 1. československá fotbalová liga 1971/72 | 25     | 2    | Sparta Praha      |
| 1. československá fotbalová liga 1972/73 | 28     | 7    | Sparta Praha      |
| 1. československá fotbalová liga 1973/74 | 28     | 6    | Sparta Praha      |
| 1. československá fotbalová liga 1974/75 | 25     | 6    | Sparta Praha      |
| 2. československá fotbalová liga 1975/76 | -      | -    | Sparta Praha      |
| 1. československá fotbalová liga 1976/77 | 26     | 2    | Sparta Praha      |
| Česká národní fotbalová liga 1977/78     | -      | -    | Spartak BS Vlašim |
| CELKEM                                   | 176    | 33   |                   |